# 穆雷罗
穆雷罗，是西班牙阿拉贡自治区萨拉戈萨省的一个市镇。 总面积18平方公里，总人口142人（2001年），人口密度8人/平方公里。